# 高田茉莉亜
髙田 茉莉亜（たかだ まりあ、1994年8月21日 - ）は、日本の馬術選手。エクイテーションスクールジャパン所属。東京都出身。慶應義塾幼稚舎、慶應義塾中等部、慶應義塾女子高等学校、慶應義塾大学商学部卒業。日本馬術連盟 馬術アンバサダーライダー。

## 略歴
1994年8月21日 東京都港区生まれ。学生時代から乗馬をしていた母の勧めで9歳から乗馬クラブに通い始める。12歳から本格的に馬場馬術のトレーニングをはじめ、全日本ジュニア馬場馬術大会には10年連続で出場。ジュニアライダー選手権2連覇、史上初のヤングライダー選手権／JOCジュニアオリンピックカップ4連覇という成績を残し近年の馬場馬術のジュニア世代を牽引した。2015年度にはJOCネクストシンボルアスリートに選出される。
大学卒業後はドイツに拠点を移し活動している。

## 人物
- 小さな頃は動物好きというタイプではなく、どちらかといえばゲームが好きで男の子とチャンバラ遊びするみたいなやんちゃな子どもだったが、「乗馬」から「馬術」を続けていくにつれて馬の可愛さに気づいたという[7]。
- 高校2年生の時に出会ったパートナーのリカルドとは当初は息が合わず苦労したが、「自分が馬を助けられるような乗り方を心がけるように」とトレーニングを積み、馬との信頼関係を構築した結果、ヤングライダー選手権4連覇を達成するに至った[8]。
- 71歳で2012年ロンドンオリンピックに出場した法華津寛のような「生涯現役」であることを長期目標に挙げている[9]。